# Pinillos (Bolívar)
Pinillos es un municipio colombiano ubicado en el departamento de Bolívar, en la Isla de Santa Bárbara ubicado en La Mojana bolivarense. La cabecera municipal se localiza sobre la margen derecha del río Magdalena a dos kilómetros de la desembocadura del río Cauca en dicho río. 
Limita al norte con los municipios de Santa Cruz de Mompox y San Fernando, al sur con los Municipios de Tiquisio y Achí, al oriente con los municipios de Altos del Rosario y Barranco de Loba y al occidente con Magangué.

## Toponimia
En el año 1846, el Arzobispo Juan Fernández de Sotomayor y Picón, aconsejó a los habitantes cambiar el nombre de la población denominada "Las Playas de Pueblo Nuevo" por el de Pinillos, en honor a un comerciante y filántropo español que vivía en la Villa de Mompós cuyo nombre era Pedro Martínez de Pinillos. 

## División Político-Administrativa
Además de su Cabecera municipal. Pinillos tiene bajo su jurisdicción los siguientes Centros poblados:
- Armenia
- La Rufina
- La Unión
- La Unión Cabecera
- La Victoria
- Las Conchitas
- Las Flores
- Los Limones
- Mantequera
- Palenquito
- Palomino
- Puerto López
- Rufina Nueva
- Santa Coa
- Santa Rosa
- Tapoa

## Geografía
Por su posición geográfica, en una llanura inundable gran parte del municipio de Pinillos está rodeado por ciénagas. Su clima es cálido tropical con temperatura media de 32 °C. Las actividades económicas de Pinillos son la agricultura (yuca, plátano, maíz, arroz, cocos y mangos), la ganadería (20 mil cabezas de ganado bovino) y la pesca. Sus vías carreteables son a través de los jarillones a orillas del río Magdalena. Actualmente se puede llegar a los corregimientos en motocicleta, en tiempo de verano. Durante el invierno e inundaciones la comunicación es a través de ríos, cañadas y ciénagas que recorren el territorio municipal.

## Historia
La historia de Pinillos se Inicia con la llegada de los conquistadores españoles al continente americano. La Depresión Momposina y sus inmediatas vecindades se encontraban pobladas por primitivos grupos aborígenes: los Caribes, los Zenúes, los Malibúes y Arhuacos. Los terrenos del municipio de Pinillos fueron ocupados por la tribu guerrera de los indios Malibúes, quienes conformaban una comunidad solidaria y aguerrida, su territorio lo defendieron valientemente contra la invasión y conquista española, durante el período final de la Conquista y el transcurso de la Época de la Colonia fueron acosados y exterminados. Para el año 1714 se conformó el asentamiento humano denominado GUADUA VIEJA, a orillas del caño Cicuco, por familias procedentes de las diferentes latitudes del Caribe Colombiano, especialmente de la Villa de Mompóx. Luego se vieron en la imperiosa necesidad de trasladarse hacia la margen derecha del Brazo de Loba, debido al taponamiento y la bajos niveles del caño Cicuco, y fundaron el nuevo caserío denominado Las Playas de Pueblo Nuevo. Para el año 1846, en visita practicada a la población por el Arzobispo Juan Fernández de Sotomayor y Picón, aconsejó a sus habitantes cambiar el nombre por el de Pinillos, en homenaje a un comerciante y filántropo español que residía en la Villa de Mompóx, que había fundado el Colegio – Universidad de Mompós, en el año 1809, y cuyo nombre era Pedro Martínez de Pinillos. 
El 23 de octubre de 1848 fue erigido a la categoría de municipio y después a la de Distrito, por lo extenso de su área territorial. En el año de 1849 fue creada la parroquia de la Inmaculada Concepción, cuyo primer párroco fue el sacerdote Luis Beltrán Peinado. Su mayor esplendor económico lo alcanzó en las décadas del 30 al 50, pero debido a la ola de violencia partidista, numerosas familias emigraron hacia otros centros urbanos del país.
En mayo de 1923, según ordenanza n.º 42, trasladan la cabecera municipal al centro poblado Palomino, siendo restituida hacía el año 1935, época de gran auge económico de la región. Para el año 1949, nuevamente es trasladada la cabecera municipal a Palomino, hasta 1962, año en que el Tribunal de lo Contencioso Administrativo falla a favor de Pinillos.

## Estructura organizacional municipal
| Pinillos     | Pinillos    | Pinillos                   |
| Departamento | Código DANE | Categoría municipal (2023) |
| ------------ | ----------- | -------------------------- |
| Bolívar      | 13549       | Sexta                      |

- Personería: Es un centro del Ministerio Público de Colombia que ejerce, vigila y hace control sobre la gestión de las alcaldías y entes descentralizados; velan por la promoción y protección de los derechos humanos; vigilan el debido proceso, la conservación del medio ambiente, el patrimonio público y la prestación eficiente de los servicios públicos, garantizando a la ciudadanía la defensa de sus derechos e intereses.

El actual Personero municipal es Dionisio Rangel (2024-2027).
- Concejo Municipal: Es la suprema autoridad política del municipio. En materia administrativa sus atribuciones son de carácter normativo. También le corresponde vigilar y hacer control político a la administración municipal. Se regulan por los reglamentos internos de la corporación en el marco de la Constitución Política Colombiana (artículo 313) y las leyes, en especial la Ley 136 de 1994 y la Ley 1551 de 2012.

Constituido por 13 concejales por un periodo de 4 años.
- Alcaldía Municipal: En esta se encuentra la administración municipal y las entidades descentralizadas del municipio.

El Alcalde se pronuncia mediante decretos y se desempeña como representante legal, judicial y extrajudicial del municipio. El actual Alcalde municipal es Carlos Tovar Quevedo (2024-2027), elegido por voto popular.
- JAL.